# NHK東日本大震災プロジェクト
NHK東日本大震災プロジェクト（エヌエイチケイひがしにほんだいしんさいプロジェクト）は、日本放送協会（NHK）が2011年度から展開している東日本大震災の被災者および被災地への支援のためのキャンペーンプロジェクトである。

## 概要
2011年3月11日に発生した東北地方太平洋沖地震による津波や、東京電力福島第一原子力発電所事故（総じて東日本大震災）の甚大な被害からの東北地方（一部番組では茨城県・千葉県を含める場合あり）の復興を目的としたNHKの長期大型プロジェクトで、2011年5月から様々な番組を通して実施されている。また、このプロジェクトでは震災からの復興の他に、震災がもたらした被害や影響を検証し今後の防災に繋げていくことも目的としている。
キャンペーンのキャッチフレーズには「明日へ-支えあおう-」を採用。ロゴマークは当初3本の糸が絡み合うようなものが使用されていた。2012年2月から3月11日までは“東日本大震災1周年”として、円の中で双葉が開いたイラストが付け加えられたものに変更され、文言に「震災から1年」が追加された。
本項目では、『NHKキャンペーン 災害列島 生きるスキル』も当キャンペーンの関連プロジェクトとして記載する。

## 展開する主な番組

### 現在
総合テレビ
- NHKスペシャル（東日本大震災を取り扱う回）
- 明日へ
  - 証言記録 東日本大震災
- あの日 わたしは〜証言記録 東日本大震災〜
- 被災地からの声（東北地方向け）
- 明日へ1min
  - 綾瀬はるかの“ただいま、東北♥”
大河ドラマ『八重の桜』放送開始に合わせ、主演の綾瀬はるかが東北6県の8か所を訪ね、その模様を大河公式サイトとこの枠で随時紹介していく。
  - こころフォト“忘れない”
2013年度の新規企画。NHKが募集した震災による死者・行方不明者の在りし日の写真と、遺家族がその人への思いを綴った手紙を紹介し、震災の記憶を風化させないようにすることを意図した。ナビゲーターは鈴木京香。
  - あまちゃん 岩手をゆく
2013年10月に全6回シリーズで放送。「あまちゃん」・天野アキを演じた能年玲奈が収録修了後、ドラマの舞台となった岩手県各地を訪れて、そこで行われたイベントの模様や、被災地の現状をレポートしたもの。『突撃!アッとホーム』ともコラボレーションし、同10月19日の放送の題材（テーマ「感動再び あまちゃんスペシャル」。能年はVTRのみの出演）にもなった。

教育テレビ
- 東北発☆未来塾
- 青春リアル 福島をずっと見ているTV→福島をずっと見ているTV
- リトル・チャロ〜東北編〜（2012年4月から9月まで） - 2012年10月からは総合テレビで金曜 10:40 - 10:50に放送。
- ハートネットTV（東日本大震災を取り扱う回）
- ETV特集（東日本大震災を取り扱う回）
- TVシンポジウム（東日本大震災を取り扱う回）
- 学ぼうBOSAI（学校教育放送初の防災教育番組）

BS
- きらり!えん旅（BSプレミアム） - 2012年10月1日からは東北地方の総合テレビで『特報首都圏』を差し替えて放送）

NHKワールドTV
- TOMORROW beyond 3.11（英語番組、BS1でも日本語吹き替えの副音声を付加して放送）

ラジオ第1
- 絆うた
- ここはふるさと 旅するラジオ
  - 毎年9月（2014年は5-6月）には岩手県・宮城県・福島県を訪れ、その時は通常アンコール枠である金曜日に「復興支援・特集旅するステージ」と題したキャンペーン協賛番組が放送されている。

上記以外にも、レギュラー番組内で特集が組まれることがある。

### 過去
- 震災に負けない ゆうどきネットワーク
- 福祉ネットワーク 震災を詠む（東日本大震災をテーマに扱ったものも含む）
- 歌でつなごう 〜被災者のみなさんへ〜
- 歌おう!東北のど自慢（東北Z・東北地方向け）
- 21人の輪（2011年6月 - 2012年4月）
  - Eテレで10回シリーズとして放送後、2012年5月5日の『NHKスペシャル』でこの番組の総集編を放送。
- お元気ですか日本列島

後に仙台へ転勤となった畠山智之が担当した2011年度は前に“震災に負けない”という冠名が付いていた。これが外れた2012年度も引き続き関連番組としての位置づけがなされ、毎回震災関連ニュースが伝えられたほか、新コーナーとして毎月11日（休止時はその前後直近の日）に「2時46分 私の思い」が放送された。またこれに併せ、バックアップ体制の訓練として、大阪局からの原則月1回の放送が定期化された。2013年3月21日終了。
- AKB48の"私たちの物語"　第50話「東北サイコー!」（2013年2月17日放送）

「NHK公開復興サポート 明日へ」東北大学会場の出席者がエキストラとして出演。
- カレンの復興カレンダー（月曜 19:56 - 19:57ほか　「明日へ 1min.」のコーナーの一つ）

2012年8月スタート、2014年3月終了。自らも被災者であるAKB48の岩田華怜が「明日へブログ」に寄せられた投稿を紹介する。基本的にスポット扱いのこの枠にあってEPGでは独立した番組として位置づけられている。
- カレンの復興カレンダー 2014夏（2014年8月11日、NHK総合）
- カレンの復興カレンダー 2015冬（2015年2月1日、NHK総合）
- カレンの復興カレンダー 2015秋（2015年9月21日、NHK総合）
- カレンの復興カレンダー 2016春（2016年3月7日、NHK総合）
- 恋の三陸 列車コンで行こう!
- 「震災から○年 "明日へ"コンサート」

2016年まで毎年3月11日前後の土曜日または月曜日に開催。2012年は演歌・歌謡曲を須賀川市文化センター、邦楽を幕張メッセで行ったが、2013年・2014年はNHKホールに一本化。2015年は公開チャリティーはせず、放送センターのスタジオでのテレビコンサートのみだった。2016年は福島県会津若松市會津風雅堂で開催された。東北出身、あるいは東北にゆかりのある歌手・演奏家・音楽家によるチャリティーコンサートである。（一部BSプレミアムでリレー放送）
- ミニ番組（いずれも2012年2月から3月11日にかけて放送）
  - 高校生が見た震災（NHK北海道ネットワークで行われているプロジェクト、北海道クローズアップも参照）
  - こどもたちが見た被災地（被災地出身の子供が撮影したビデオレター）
    - 未来への手紙　〜子どもたちが見た被災地〜（2012年11月4日放送、ビデオレターを撮影した子供たちの１年後を再取材したドキュメンタリー)[4]
    - 未来への手紙2014　〜あれから3年たちました〜 （2014年3月8日放送、ビデオレターを撮影した子供たちの3年後を再取材したドキュメンタリー）[5]
    - 未来への手紙2016　〜あれから5年たちました〜 （2016年3月5日放送、ビデオレターを撮影した子供たちの5年後を再取材したドキュメンタリー）

  - 全国から被災地へ（北海道南西沖地震、新潟県中越地震、阪神・淡路大震災の被災者が東日本大震災の被災地で行う支援活動を紹介）

## 東北支援キャンペーン
2011年10月からはBSプレミアムで季節ごとのキャンペーンを展開。期間中には、東北地方を特集した紀行番組、旅番組などが集中的に放送される。（にっぽんプレミアム参照）
- きらり!東北の秋[6]（2011年10月22日 - 10月30日）
- ほっこり!東北の冬[7]（2012年2月）
- ひらり東北の春[8]（2012年4月23日 - 4月29日）
- まっさかり東北の夏（2012年7月）

### NHK公開復興サポート 明日へ
また、「NHK公開復興サポート 明日へ」と題して、総合テレビ、Eテレ、衛星放送（BS1、BSプレミアム）、ラジオ第1放送で放送されている主要ワイド番組の公開収録（一部生放送有）を集中的に実施し、被災地住民と出演者が交流する企画を2013年から実施している。公開放送への参加は事前の申し込み（はがきかNHKネットクラブ会員限定のホームページにある申込フォームから申し込む。応募多数の場合抽選。ネットオークションへの出品目的での応募は抽選対象外）、ないしは当日先着順で配布する整理券が必要（配布方法は番組によって異なる。まれに立ち見に関しては当日先着入場できる番組もある）だが、会場周辺では整理券を持っていない一般参加者も利用できる物販店・観光ブースやアトラクションも開催される。

#### 開催地
- 2013年
  - 1月 福島市
  - 2月 仙台市（東北大学キャンパス）
  - 5月 大船渡市
  - 10月 石巻市（石巻専修大学キャンパス）
- 2014年
  - 5月　いわき市（いわき明星大学キャンパス）
  - 10月　日立市（日立市民会館）
- 2015年
  - 5月　宮古市（岩手県立大学宮古短期大学部キャンパス）
  - 11月　多賀城市（東北学院大学多賀城キャンパス）
- 2016年
  - 5月 郡山市（奥羽大学キャンパス）
  - 11月 陸前高田市（岩手県立高田高等学校体育館=初日、陸前高田市コミュニティーホール=2日目）

#### 主な参加番組
※下記はレギュラー番組での公開放送を上げているが、この他に単発特番での参加もある。
総合テレビ
- 明日へ
- あさイチ
- NHKアーカイブス
- ニュース シブ5時

Eテレ
- 東北発☆未来塾
- きょうの料理
- きょうの健康
- すてきにハンドメイド
- Rの法則
- 趣味の園芸（趣味の園芸 やさいの時間含む）
- 囲碁フォーカス
- 将棋フォーカス
- ハートネットTV
- おかあさんといっしょ
- ガールズクラフト
- ストレッチマンV

BS1
- ラン×スマ 街の風になれ
- チャリダー★

BSプレミアム
- BS日本のうた

ラジオ第1
- 歌の日曜散歩
- 昭和歌謡ショー
- とっておきラジオ「東日本大震災音声アーカイブス」
- ごごラジ![9]

ラジオ第1・FM
- ラジオ深夜便

国際放送（NHKワールド・ラジオ日本）
- 英語放送など複数の放送言語における被災地紹介の特集番組

## 災害列島 生きるスキル
「災害列島 生きるスキル」（さいがいれっとう いきるスキル）は、2020年1月17日に阪神・淡路大震災から満25周年、2021年3月11日に東日本大震災から満10周年となるにあたり、NHKが防災の日の2019年9月1日から東日本大震災より10年となる2021年3月11日まで1年半にわたって展開している防災・減災のキャンペーン。
番組、デジタルコンテンツ、防災イベントを通じて地震・水害などの自然災害の脅威を視聴者に体感し、これらの災害経験を風化させずに、暮らしの中で、防災・減災の必要性を「自分ごと」として意識してもらうことを目的とする。防災・減災に取り組む組織・メディアと積極的に連携し、防災・減災に役立つ「生きるスキル」を発信、共有していく。NHKスペシャルをはじめ、各種報道・情報番組で関連の特集・番組をシリーズで編成する。
しかし、2020年以後は新型コロナウィルスの影響により大規模な防災・減災キャンペーン企画が行われず、2021年以後開始された「未来へ 17アクション」のキャンペーンに事実上引き継がれた。

### 2019年度
2019年度は「首都直下地震」を取り上げ、12月1日-12月8日に『体感 首都直下地震ウイーク』という統一テーマを掲げ、NHKスペシャル『シリーズ 体感 首都直下地震』（12月1日 - 12月8日〈12月6日除く〉）としてドラマ『パラレル東京』（12月2日-12月5日、4夜連続）を中心としたドキュメンタリー全7本を集中的に編成するほか、『NHKニュースおはよう日本』『あさイチ』『ごごナマ』『ニュースシブ5時』『NHKニュース7』『ニュースウオッチ9』『週刊まるわかりニュース』『これでわかった!世界のいま』などといった各種報道・情報番組、金曜日の地域情報番組枠で放送される企画ネット番組『インターローカル特集・巨大地震　あなたの町の“地域リスク”』などで関連特集を展開するなど、計13番組を通じて首都直下地震への備えを提唱する。

#### NHKスペシャル シリーズ 体感 首都直下地震

##### 出演者
- キャンペーンナビゲーター - 井ノ原快彦（20th Century・俳優）

##### 放送日程
- 12月1日 21:00-21:49 プロローグ あなたは生きのびられるか
- 12月2日 19:30-20:42 DAY1 あなたを襲う震度７の衝撃
- 12月3日 22:00-23:00 DAY2 多発する未知の脅威
- 12月4日 22:00-23:00 DAY3 命の瀬戸際 新たな危機
- 12月5日 22:00-23:00 DAY4 危機を生きぬくために
- 12月7日 21:00-21:55 終わりの見えない被災
- 12月8日 21:00-21:49 災害に耐える社会へ

##### テレビドラマ
『パラレル東京』（パラレルとうきょう）と題し、DAY1（12月2日）からDAY4（12月5日）内にて4夜連続で放送された。主演は小芝風花。

##### インターローカル特集・巨大地震　あなたの町の“地域リスク”
2019年12月6日19:30-20:42に一部地域を除き生放送された。南海トラフ地震は最悪32万人が犠牲の遭遇に遭うと想定されており、この巨大地震に各地域はどのようなリスクを背負うのかを、各地の放送局ごとの取材をもとに検証するものだった。
- MC　藤原紀香，光浦靖子
- 解説　福和伸夫（名古屋大学　減災連携研究センター長）

##### 防災ノウハウ伝えるシリーズ「生きるスキル」
12月3-6日の毎晩23:00（6日のみ22:50）-23:20の20分（6日のみ30分）生放送された。
- 12月3日「“火災”からのサバイバル」
- 12月4日「“揺れ”からのサバイバル」
- 12月5日「“孤立”からのサバイバル」
- 12月6日「楽しく！防災クンレン」

##### 作品の評価
- イタリア賞（2020年、ウェブ・インタラクティブ部門）[15][16][17]
- ABU最優秀賞（2020年、ニューメディア・デジタルコンテンツ賞部門）[18][19][20]

## 関連出版物
- 明日へ〜東日本大震災 命の記録（NHK出版、2011年） ISBN 978-4140814987

## 楽曲
- 春よ、来い - 松任谷由実と『SONGS』とのコラボレーションによるチャリティーソング。もともと同名題の連続テレビ小説テーマ曲だったが、震災後に松任谷自身がこのプロジェクトに賛同してリバイバルさせた。その後ANA全日空が観光で復興を支援しようという意図からCMソングに採用している。
- 花は咲く - 岩井俊二作詞、菅野よう子作曲による2012年のチャリティーソング。岩手・宮城・福島出身あるいは在住歴のあるタレント・スポーツ選手が楽曲に参加している[21]。